# Берг, Могенс
Могенс Берг Педерсен (дат. Mogens Berg Pedersen; род. 8 июня 1944, Оденсе) — датский футболист, полузащитник.

## Клубная карьера
Берг родился 8 июня 1944 года в Оденсе, начал свою карьеру в местном клубе «Б-1909». Он помог клубу выиграть Кубок Дании 1962 года и чемпионат Дании по футболу 1964 года. Берг переехал за границу, чтобы выступать за клуб «Данди Юнайтед» в декабре 1964 года.
Он играл за «Данди Юнайтед» более трёх лет, прежде чем вернуться играть за «Б-1909» в мае 1968 года.
«Данди Юнайтед» описал Берга как игрока, который был «любимцем болельщиков» во время своего пребывания в клубе, а также как «легенду клуба».

## Карьера в сборной
Берг дебютировал в официальных матчах в составе национальной сборной Дании в 1964 году. Он забил гол, когда Дания проиграла Греции. Он сыграл ещё два матча за национальную команду, прежде чем переехал за границу.
Могенс Берг сыграл ещё пять матчей за сборную, прежде чем завершить карьеру в 1971 году.

## Статистика

### Матчи Берга за сборную Дании
| Матчи Берга за сборную Дании | Матчи Берга за сборную Дании | Матчи Берга за сборную Дании | Матчи Берга за сборную Дании | Матчи Берга за сборную Дании | Матчи Берга за сборную Дании        |
| ---------------------------- | ---------------------------- | ---------------------------- | ---------------------------- | ---------------------------- | ----------------------------------- |
| №                            | Дата                         | Соперник                     | Счёт                         | Голы Берга                   | Соревнование                        |
| 1                            | 29 ноября 1964               | Греция                       | 2:4                          | 1                            | Чемпионат мира 1966 (отбор)         |
| 2                            | 1 декабря 1964               | Израиль                      | 1:0                          | —                            | Товарищеский матч                   |
| 3                            | 5 декабря 1964               | Италия                       | 1:3                          | —                            | Товарищеский матч                   |
| 4                            | 12 мая 1971                  | Португалия                   | 0:5                          | —                            | Чемпионат Европы 1972 (отбор)       |
| 5                            | 26 мая 1971                  | Бельгия                      | 1:2                          | —                            | Чемпионат Европы 1972 (отбор)       |
| 6                            | 9 июня 1971                  | Шотландия                    | 1:0                          | —                            | Чемпионат Европы 1972 (отбор)       |
| 7                            | 20 июня 1971                 | Швеция                       | 1:3                          | —                            | Чемпионат Северной Европы 1968—1971 |
| 8                            | 30 июня 1971                 | ФРГ                          | 1:3                          | —                            | Товарищеский матч                   |

Итого: 8 матчей / 1 гол; 2 победы, 0 ничьих, 6 поражений.